# Richard Cadette
Richard Raymond Cadette (Londra, 21 marzo 1965) è un ex calciatore inglese, di ruolo attaccante.

## Carriera

### Giocatore
Dopo aver giocato nella Isthmian League (sesta divisione) con i semiprofessionisti del Wembley, esordisce tra i professionisti all'età di 19 anni nella stagione 1984-1985 con l'Orient, in terza divisione: mette a segno 4 reti in 21 partite di campionato, a cui aggiunge 7 presenze ed una rete fra le varie coppe nazionali. A fine stagione, complice anche la retrocessione del club in quarta divisione, cambia nuovamente maglia e si accasa al Southend Utd, altro club di quarta divisione, che lo acquista per 4000 sterline; fa il suo esordio con la nuova maglia proprio contro l'Orient, in una partita di campionato vinta per 5-1 dal Southend United nella quale peraltro realizza 4 reti. Rimane nel club per 2 stagioni, in cui in totale mette a segno 49 reti in 90 partite di campionato (e 56 reti in 104 presenze fra tutte le competizioni ufficiali). Nell'estate del 1997 viene acquistato per 90000 sterline dallo Sheffield Utd, club di seconda divisione, dove rimane per una stagione mettendo a segno 7 reti in 28 partite di campionato.
Nell'estate del 1989 cambia nuovamente maglia, passando per 80000 sterline al Brentford, club di terza divisione, dove ad eccezione di un periodo in prestito al Bournemouth dal marzo del 1990 al termine della stagione 1989-1990 (8 presenze ed una rete in terza divisione) gioca ininterrottamente fino al gennaio del 1992, per un totale di 123 presenze e 31 reti fra tutte le competizioni ufficiali (tra cui 87 presenze e 20 reti in campionato, tutte in terza divisione). Dal 1992 al 1994 gioca poi per 2 stagioni e mezzo in Scozia con il Falkirk, club con cui prima retrocede dalla prima alla seconda divisione al termine del campionato 1992-1993 (dopo una stagione e mezzo in prima divisione) e poi nella stagione 1993-1994 vince sia il campionato di seconda divisione che la Scottish Challenge Cup. Nell'ottobre del 1994, dopo complessive 92 presenze e 31 reti in partite di campionato, passa in prestito al Millwall, club della seconda divisione inglese, che un mese più tardi lo acquista a titolo definitivo per 130000 sterline, e con cui conclude la stagione 1994-1995 segnando 4 reti in 16 presenze. Rimane in squadra con i Lions anche nelle 2 successive stagioni, entrambe in terza divisione, nelle quali non gioca però mai con continuità (8 presenze ed un gol in campionato). Nella stagione 1997 gioca invece una partita nella prima divisione irlandese con lo Shelbourne e 4 partite nella terza divisione scozzese con il Clydebank (con cui segna tra l'altro il suo ultimo gol in carriera in campionati professionistici), per accasarsi infine ai semiprofessionisti inglesi del Gloucester City, con cui conclude l'annata giocando 3 partite in Southern Football League (sesta divisione).

### Allenatore
Dal 1998 al novembre del 2002 ha allenato nelle giovanili del Millwall; dal novembre del 2002 al maggio del 2006 ha allenato il Tooting & Mitcham United, club di Isthmian League (sesta divisione, diventata settima a partire dalla stagione 2004-2005).

## Palmarès

### Giocatore

#### Competizioni nazionali
- Scottish Championship: 1

Falkirk: 1993-1994
- Scottish Challenge Cup: 1

Falkirk: 1993-1994

#### Individuale
- Capocannoniere del campionato inglese di quarta divisione: 1

1985-1986 (25 gol, alla pari con Steve Taylor)